# 1949 في البرازيل
فيما يلي قوائم الأحداث التي وقعت خلال عام 1949 في البرازيل.

## رياضة
- 1 يناير – بطولة باوليستا 1949 الفائز نادي ساو باولو.
- 1 يناير – بطولة كاريوكا 1949 الفائز نادي فاسكو دا غاما.
- 1 يناير – كأس أمريكا الجنوبية 1949 الفائز منتخب البرازيل لكرة القدم.

## مواليد

### يناير
- 1 يناير – إيفان بينهيرو سياسي برازيلي.
- 1 يناير – برناردو باز
- 1 يناير – فرانكو فابري موسيقي إيطالي.
- 1 يناير – هاري لورينزي عالم نبات برازيلي.
- 29 يناير – لوري ساندري لاعب كرة قدم برازيلي.
- 30 يناير – تشيكاو لاعب كرة قدم برازيلي.

### فبراير
- 1 فبراير – زي ماريو لاعب كرة قدم برازيلي.
- 7 فبراير – باولو سيزار كاربجياني لاعب ومدرب كرة قدم برازيلي.

### مارس
- 2 مارس – بيدرو فيرنانديز ريبيرو سياسي برازيلي.
- 3 مارس – باولو بيشكيهازي سبّاح برازيلي.
- 4 مارس – هاميلتون روبيو لاعب كرة قدم برازيلي.

### أبريل
- 1 أبريل – آنا ماريا براغا
- 2 أبريل – ماركوس فالوبا لاعب ومدرب كرة قدم برازيلي.
- 4 أبريل – فريدريكو أوليفيرا لاعب كرة قدم برازيلي.
- 7 أبريل – سيلسو كوستا رياضياتي برازيلي.
- 18 أبريل – أنطونيو فاغونديس ممثل برازيلي.
- 26 أبريل – فرناندو فيريتي لاعب كرة قدم برازيلي.
- 28 أبريل – باولو سيزار بينهيرو شاعر برازيلي.

### مايو
- 5 مايو – كليبر لايت لاعب كرة قدم برازيلي.
- 18 مايو – زي ماريا لاعب كرة قدم برازيلي.

### يونيو
- 4 يونيو – لويز كارلوس دا كوستا دبلوماسي برازيلي.
- 16 يونيو – باولو سيزار كاجو لاعب كرة قدم برازيلي.
- 21 يونيو – لويس بيريرا لاعب ومدرب كرة قدم برازيلي.

### يوليو
- 11 يوليو – إيمرسون لياو لاعب كرة قدم برازيلي.

### أغسطس
- 6 أغسطس – جوناس إدواردو أمريكو لاعب كرة قدم برازيلي.
- 12 أغسطس – فيرناندو كولور ميلو
- 15 أغسطس – غلوريا ماريا صحفية برازيلية.

### سبتمبر
- 11 سبتمبر – ليفينيا لاعب كرة قدم برازيلي.
- 20 سبتمبر – ميغيل فيريرا دي ألميدا لاعب كرة قدم برازيلي.
- 26 سبتمبر – كلودوالدو لاعب كرة قدم.

### أكتوبر
- 3 أكتوبر – خوسيه ماير ممثل برازيلي.

### نوفمبر
- 17 نوفمبر – زيكوينها لاعب كرة قدم برازيلي.
- 20 نوفمبر – لويس فرناندو جيماريش ممثل برازيلي.

### ديسمبر
- 1 ديسمبر – بيليتا كويلر
- 6 ديسمبر – خوسيه رودريغيز نيتو لاعب كرة قدم برازيلي.
- 9 ديسمبر – ريناتو جانين ريبيرو فيلسوف برازيلي.
- 29 ديسمبر – جواكيم سيلفا إي لونا سياسي برازيلي.

## وفيات

### فبراير
- 2 فبراير – بيدرو باولو برونو (مواليد 1888)